# Anolis neblininus
Espèce
Synonymes
- Phenacosaurus neblininus Myers, Williams & McDiarmid, 1993
- Dactyloa neblininus (Myers, Williams & McDiarmid, 1993)

Anolis neblininus est une espèce de sauriens de la famille des Dactyloidae. 

## Répartition
Cette espèce est endémique de l'État d'Amazonas au Venezuela. Elle se rencontre dans le massif du pico da Neblina.

## Étymologie
Son nom d'espèce lui a été donné en référence au lieu de sa découverte, le massif du pico da Neblina.

## Publication originale
- Myers, Williams & McDiarmid, 1993 : A new anoline lizard (Phenacosaurus) from the highland of Cerro de la Neblina, Southern Venezuela. American Museum Novitates, no 3070, p. 1-15 (texte intégral).